# Scytonotus insulanus
Scytonotus insulanus är en mångfotingart som beskrevs av Carl Graf Attems 1931. Scytonotus insulanus ingår i släktet Scytonotus och familjen plattdubbelfotingar. Inga underarter finns listade i Catalogue of Life.